# Tim Kähler
Tim Kähler (* 14. März 1968 in Bremen) ist ein deutscher Politiker (SPD). Er ist seit 2014 Bürgermeister der ostwestfälischen Hansestadt Herford.

## Leben
Tim Kähler studierte Politikwissenschaften und Öffentliches Recht. Nach Tätigkeiten im Europäischen Parlament in Brüssel und Straßburg war er Referent bei der Bundes-SGK in Bonn und Berlin. 2004 wurde er Sozialdezernent in Bielefeld und 2010 zusätzlich Erster Beigeordneter und Stellvertreter von Oberbürgermeister Pit Clausen.
Er ist verheiratet und hat drei Kinder.

## Bürgermeisteramt
Am 15. Juni 2014 wurde Tim Kähler als Nachfolger von Bruno Wollbrink (SPD) zum Bürgermeister von Herford gewählt. Er leitet die Stadtverwaltung Herford, deren drei Dezernate ihm direkt unterstellt sind. Bei der Kommunalwahl am 13. September 2020 konnte er sich mit 52,95 % gegen sechs weitere Kandidaten durchsetzen.
Im September 2024 kündigte Kähler an, sich bei den Kommunalwahlen 2025 noch einmal um das Amt des Bürgermeisters zu bewerben.

## Weitere Ämter
Seit dem 18. September 2018 ist Tim Kähler einer der Vertreter der Gemeinden und Gemeindeverbände im Verband kommunaler Unternehmen (VKU), Landesgruppe Nordrhein-Westfalen. Innerparteilich ist er in der Sozialdemokratische Gemeinschaft für Kommunalpolitik (SGK), Beisitzer im Vorstand der Bundes SGK, Erster Vizepräsident der PSE local, Schatzmeister im Vorstand der SGK NRW sowie Kreisvorsitzender der SGK im Kreis Herford.
Außerdem ist er Vorsitzender des Trägervereins der Nordwestdeutschen Philharmonie.
Während seiner Amtszeit trat die Stadt Herford im Dezember 2016 den Mayors for Peace bei.
Tim Kähler ist Vorsitzender des Aufsichtsrates der Westfalen Weser Energie und Mitglied im Aufsichtsrat der GVV Versicherungen.